# Мусо Сосекі
Мусо Сосекі (*夢窓 疎石, 1275 — 20 жовтня 1351) — середньовічний японський чернець дзен-буддизму, засновник монастирів секти Ріндзай, вчений, поет, каліграф, садівник періоду Муроматі. Відомий також як Мусо Кокусі.

## Життєпис
Походив зі знатного роду Сасакі. Син Сасакі Асацуни. За батьківською лінією був нащадком імператора Уда. За материнською — онуком сіккена Ходзьо Масамури. Народився в провінції Ісе 1275 року. У 4 роки втратив матір, його було відправлено на навчання до монастиря Хірасіояма під опіку ченця Куа.
З 1283 року стає молодим ченцем і вивчає постулати сект Сінгон і Тендай. 1292 року в монастирі Тодай (м. Нара) стає повноправним ченцем під ім'ям Тікаку. 1293 року стає прихильником дзен-буддизму під впливом китайського ченця Ішань Ініна. Слідом за цим змінив ім'я на Мусо Сосекі.
У 1305 році він досяг «просвітління» (саторі) після навчання у Кохо Кенніті, чий стиль виявився йому набагато ближчим, ніж суворий стиль Ішань Ініна. Після цього з 1318 року Мусо мешкав у різних монастирях системи годзан.
1325 року на запрошення імператора Ґо-Дайґо перебирається до Кіото, де очолює монастир Нандзен. У 1323 році заснував у рідній провінції монастир Дзен'о. 1326 року рушив до Камакури на запрошення сіккена Ходзьо Такатокі. На шляху зупинявся в монастирях Дзьоті і Енґаку. У 1327 році заснував монастир Дзюйсен неподалік від Камакури, що невдовзі став важливим культурним центром. Згодом заснував монастир Кьюко.
У 1332 році після падіння роду Ходзьо і відновлення прямого імператорського панування за наказом імператором перебирається до Кіото. Тут заснував монастирі Сейхо і Рінкава-дера. Водночас отримав від імператора ім'я Мусо Кокусі.
У 1335 році перейшов на бік Асікаґа Такаудзі, який повалив імператора й встановив новий сьогунат. Стає одним з довірених осіб Такаудзі. За ініціативи Мусо Сосекі в 1337 році бакуфу вирішило створити в кожній провінції дзенську обитель (так звані «храми спокою країни» — анкокудзі) і пагоду, щоб молитися про просвітління всіх без винятку воїнів, загиблих у боротьбі між Північною і Південною династіями. Мав значний вплив на фактичного тоді співволодаря сьогуна — його брата Асікаґа Тадайосі.
Залишався впливовим буддистським наставником імператорів з північної династії, діставши прізвисько «Наставник семи імператорів». У 1345 році заснував монастир Тенрю, де брав участь у поетичних змаганнях. Помер 1351 року.

## Творчість
Є автором значного твору «Мутю мондо» («Бесіди уві сні»), в якому містяться роздуми про дзен-буддизм, медитацію, поради щодо чайної церемонії, створення садів, критика мистецьких творів. Побудовано у вигляді розмови з Асікаґа Тадайосі.
Політико-моралістичний характер мають «Мусо-кокусі ґороку» («Нариси висловів вчителя Мусо»), в них аналізуються характер імператорської й сьогунської влади. Водночас аналізуються політичні особистості період завершення доби Камакура і початку періоду Муроматі. Основу твору становить буддистська риторика.
На думку низки дослідників, є автором історико-політичного трактату «Байсьорон» («Міркування про сливи і сосни»). Назва пов'язана з метафорою, що є в самому тексті: «слава сьогуна розквітає на кшталт сливи, а довголіття його нащадків подібно сосні». Складається з 2 сувоїв. Його складено близько 1349 року. Укладено в жанрі історичних оповідань Кагамі-моно («Свічадо»). Описує політичну ситуацію часів кінця періоду Камакура, смуту років Сьокю, падіння Камакурского сьогунату, реставрацію Кьомму, боротьбу за владу між родами Нітта і Асікаґа, заснування сьогунату Муроматі, зосередження всієї повноти влади в руках Асікаґа Такаудзі. Основу твору становить конфуціанська риторика. З огляду на це ставиться під сумнів авторство Мусо Сосекі. Можливо, анонімний автор використав інші праці Сосекі для свого трактату.
Був знаним поетом. Його вірші вака увійшли до особистої збірки Мусо Сосекі.

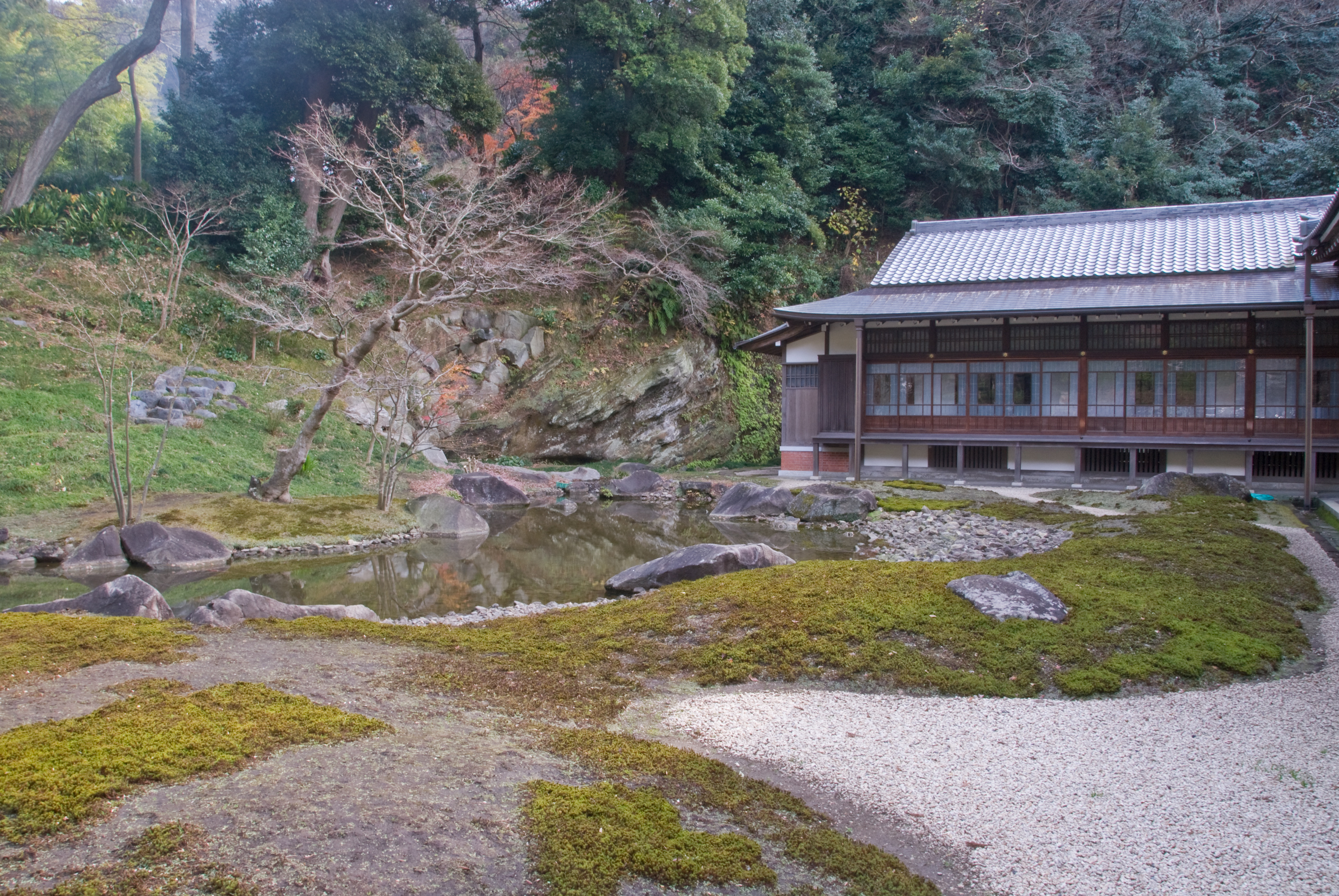
Сад в монастирі Енґаку

Відомий тим, що привніс нові риси в садове мистецтво, збагатив його новими естетичними формами, що відповідали вимогам часу. За традицією саме з Мусо Сосекі ведеться відлік утворення дзенських садів. Яскравим прикладом є сад храму Сайхо. Створив у храмі Тенрю перший Сад каменів. Також сади було утворено в усіх храмах, що заснував Сосекі.
Також є багато робіт з каліграфії. Він залишив після себе численні каліграфії в храмах Енгаку і Дзюйсен в Камакурі і в Тенрю і Сайхо в Кіото. Мусо підписав багато своїх каліграфій псевдонімом Бокутоцусьо, що означає «дерев'яний затикач». Більшість каліграфій Мусо представлено скорописом. Головними темами є природа і буддистська освіта.